# Domingo Latrille Loustauneau
Dominique Latrille Loustauneau (Pau, Francia, 22 de febrero de 1817 – Huatacondo, 27 de abril de 1891) fue un migrante francés, considerado como fundador del puerto de Tocopilla (Chile). Hijo de Francois Latrille y Marguerite Loustaunou (o Loustauneau). Siempre se pensó que era ingeniero, pero nuevas investigaciones históricas, demostraron que fue vendedor de pinturas y vidrios en Pau.
Tenía 23 años cuando llegó a Cobija, que en ese entonces era territorio boliviano, acompañado por su hermano menor Maximien Latrille. 
Estando en Cobija, en 1844 contrajo matrimonio con Juana Petisco Ramírez, distinguida dama de la sociedad limeña que residía en ese puerto minero con sus padres, el general José María Petisco y María Teresa Ramírez.
El matrimonio Latrille Petisco tuvo cuatro hijos, todos nacidos en Cobija: Francisco, nacido en 1845; Máximo Roch (o Roque), nacido en 1847; Juan Valentín, nacido en 1849 y Domingo Bernard, nacido en 1855.
Domingo Latrille fundó en los hechos, pero no jurídicamente,  el puerto minero de Tocopilla el 29 de septiembre de 1843 y también se le atribuye la  fundación de Mejillones como puerto guanero en 1842.
Acompañado por su hermano Máximo, su socio Maurice Meunier y el guía indígena Hermenegildo Coca, descubrió salitre en el Salar del Carmen (al sur del Río Loa) donde no se pensaba que este existía, en 1857. 
En 1871 Domingo Latrille se fue a vivir solo, sin su familia, al pueblo precordillerano de Huatacondo (o Guatacondo) donde falleció en el 27 de abril de 1891 a la edad de 74 años. Se supone que sus restos están en el cementerio de ese pueblo, ubicado a 230 kilómetros al sudeste de Iquique aunque otras versiones hablan de que fue inhumado para ser trasladado en secreto al cementerio de Tocopilla.
Poco se sabe acerca de los veinte años de vida de Domingo Latrille en Huatacondo, pero el ingeniero Francisco Risopatrón en su « Diccionario Geográfico de las Provincias de Tacna y Tarapacá (Bajo ' Guatacondo ') » los describe de la siguiente manera:

Este pueblo es notable, tanto por sus cultivos, por cuanto es asiento de un grupo de trabajadores industriosos, tenaces, y sumisos para el trabajo; es, puede decirse, un pueblo feliz; allí la primera autoridad es el venerable anciano señor Latrille, quien atiende a los habitantes como a sus hijos, estimulándoles al trabajo con sus consejos y con su ejemplo; es en ese punto el médico, el boticario, el confesor, en una palabra, un verdadero padre, de donde nace el amor, el cariño y respeto que le profesan. Es un patriarca moderno, al servicio de su tribu.